# Günne
Günne ist ein Ortsteil der Gemeinde Möhnesee im Kreis Soest, Nordrhein-Westfalen, der direkt am Ausfluss der Möhne hinter der Möhnetalsperre liegt und über die Bundesstraße 516 zu erreichen ist.

## Geschichte

### Mittelalter
Der Name Günne ist vermutlich von Gunethe (gönnen, zuwenden, gnädig sein) abgeleitet. Erstmals urkundlich erwähnt wurde Günne im Jahre 1190. In einer Urkunde von 1245 bestätigt Graf Gottfried III. von Arnsberg den Verkauf des Osthofes durch die Edlen von Itter an das Kloster Benninghausen; wobei in dieser Urkunde der Ort Gunethe genannt wird. In einer Urkunde von 1263 verpflichtet sich Graf Gottfried den Wöllnern von Soest, zum Bau zweier Walkemühlen auf der Möhne. Als Zeuge wird in dieser Urkunde ein Godefridus scultetus in Gunedhe genannt. Als villicus de Guneden wird er nochmals 1275 bezeichnet. Der Schulzenhof in Günne war kurkölnisches Tafelgut; Stephan Schulte zu Günne wurde 1667 mit dem Kameralgut Günne erblich bemeiert.
In einer Abschrift der Paderborner Güterliste aus dem 13. Jahrhundert werden die Güter erwähnt, die der Erzbischof Philipp I. von Heinsberg für die kölnische Kirche erworben hat. Die Güterliste ist auf eine mittelalterliche Rechnung aus dem Jahre 1190 zurückzuführen. Damals hat ein Vorgänger des Erzbischofs unter anderem Gunnethe vom Grafen von Arnsberg erworben. Mit dem Erwerb von Gunnethe, dem späteren Günne, baute Erzbischof Philipp I. von Heinsberg seine Lehenshoheit im südlichen Westfalen entscheidend aus. Er führte den weltlichen Titel eines Herzogs von Westfalen und errichtete nach Auseinandersetzungen mit den Grafen von Arnsberg eine eigene Landesherrschaft. An diese Landesherrschaft blieb Günne bis zum Ende des Alten Reiches (1803) gebunden. 
Der Siedlungsname „Gunethe“ veränderte sich im Laufe der Jahrhunderte zu „Günne“. Nach Ergebnissen der Geschichtsforschung bedeutet Günne ein (eine) Feld, Flur, Platz der verliehen, vergönnt, zugestanden wurde.
Um die Mitte des 16. Jahrhunderts wurden 25 Hofstellen in Günne zur Schatzungssteuer herangezogen. Der Wohlstand der Bewohner von Günne beruhte weniger dem Ackerbau auf den karstigen Böden als auf der Nutzung des weitläufigen Arnsberger Waldes südlich der Möhne. Er wurde zur Gewinnung von Brenn- und Bauholz, zur Schweinemast und Materialquelle von Plaggendung genutzt.

### Brüningsen
Der Siedlungsbereich südlich der Möhne trägt den Namen Brüningsen. Die Ortsbezeichnung wird 1257 erstmals erwähnt, als der Erzbischof von Köln beurkundet, dass zwei Güter in Bruninchusen zu Abgaben an den Probst von Soest verpflichtet sind. Die Siedlung änderte sich im Laufe der folgenden Jahrhunderte kaum. Im Urkataster des Kreises Soest von 1828 sind sieben Wohnhäuser mit Wirtschaftsgebäuden aufgeführt. Bis 1945 vergrößerte sich Brüningsen auf 16 Wohnhäuser. Wegen der Wohnungsnot nach dem Zweiten Weltkrieg wurden 1947 erste Waldgrundstücke zur Bebauung frei gemacht, so dass sich das Dorf ausdehnte. 1974 entstand das Heinrich-Lübke-Haus, ein Ferien-, Bildungs- und Tagungszentrum. Am südlichen Dorfrand beginnt der Naturpark Arnsberger Wald.

### 19. Jahrhundert

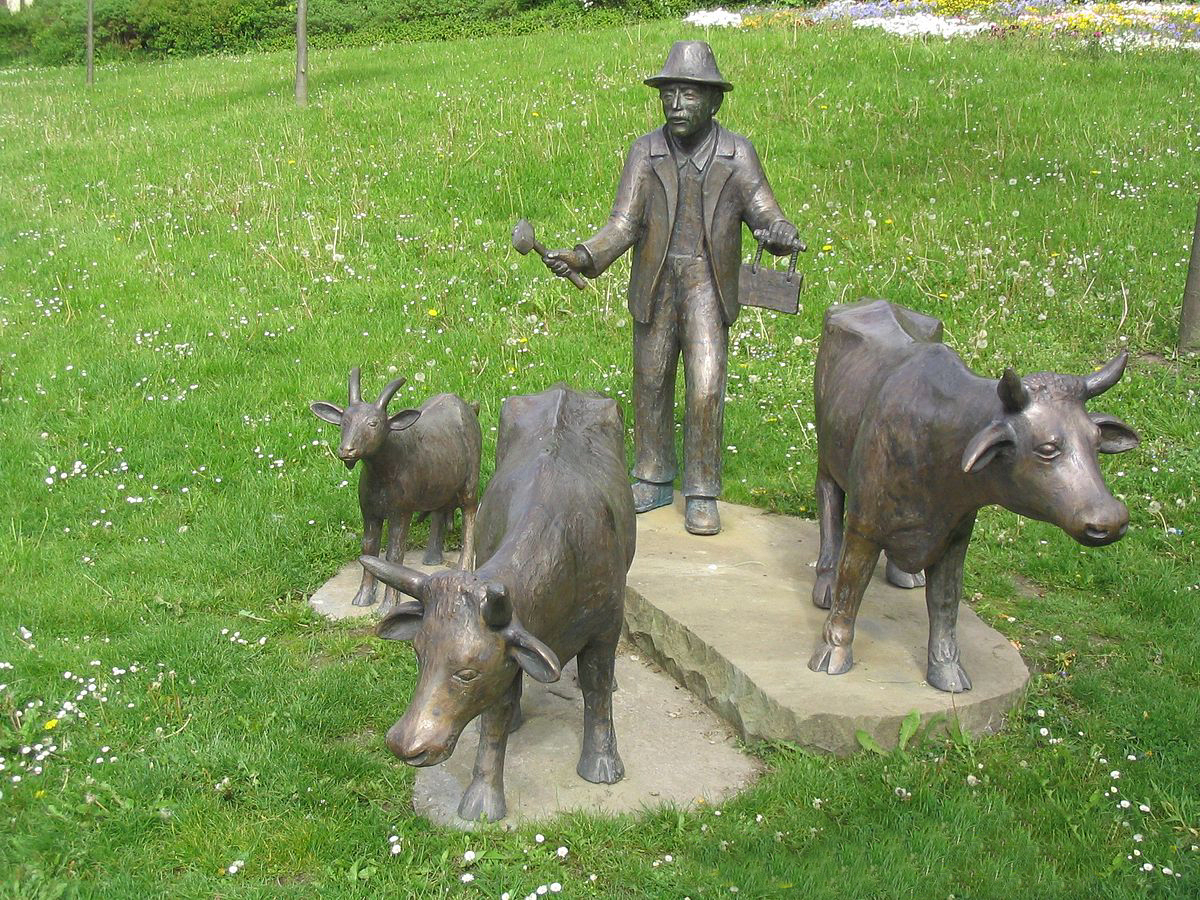
Figurengruppe „Der Günner Heuer“ am Dorfplatz

Am 12. August 1853 gründeten 32 Bewohner von Günne und Brüningsen, in der Mehrzahl Landwirte, Gastwirte und Tagelöhner, die Hudegenossenschaft. Durch Viehwirtschaft wurde auf einer Gemeinschaftshude eine Verbesserung der meist ärmlichen Lebensgrundlage geschaffen. Nach dem Ersten Weltkrieg ergab sich ab etwa 1921 die Notwendigkeit einer rechtlichen Neuregelung. Ab 19. Februar 1929 wurden die Grundstücke der Hude Eigentum der Gemeinde Günne-Brüningsen. Die Hudeberechtigten hatten weiter das Recht Kühe und Ziegen aufzutreiben. Ab den 1950er-Jahren nahm die Viehhaltung in Günne ständig ab. Es wurde ein Verfahren zur Aufteilung der Hude in Gang gesetzt. Am 1. Juni 1963 trat das Aufteilungsverfahren in Kraft; im selben Jahr wurden noch die Grundstücke im Grundbuch umgeschrieben. Zu Erinnerung an die Zeit der Hudegenossenschaft wurde 1999 die Figurengruppe „Der Günner Heuer“ am Dorfplatz in Günne aufgestellt. An dieser Stelle sammelte der angestellte Heuer in den Sommermonaten zweimal am Tag morgens und nachmittags die Viehherde ein, um sie zur Hude zu treiben.

### 20. Jahrhundert
Die industrielle Entwicklung an der Ruhr bewirkte, dass Günne am Beginn des 20. Jahrhunderts durch den Bau der Möhnetalsperre bekannt wurde. Sie wurde am Zusammenfluss von Möhne und Heve in Günne gebaut werden. An die Bauarbeiter, insbesondere aus Italien und den Bereichen um Triest, wurden in Günne Zimmer vermietet. Die Arbeiter zogen nach der Fertigstellung der Sperrmauer wieder ab. Nur wenige Familien aus dieser Zeit wurden im Dorf sesshaft. 
Verkehrsmäßige Neuerungen waren 1854 der Bau der Möhnestraße Belecke-Neheim und 1907 die Eröffnung der Ruhr-Lippe-Kleinbahn Niederense-Himmelpforten-Günne-Möhnetalsperre. Damit konnten Steine für den Sperrmauerbau aus dem Röhrtal und Holz für die Stollen des Ruhrgebiets transportiert werden. In sechs Gasthöfen und zwei Privatpensionen bedienten und beherbergten die Günner Ausflügler zur Möhnetalsperre.
Im Ersten Weltkrieg verloren 24 Männer aus dem Ort ihr Leben. 
Beim in Ortsnähe erfolgten Flugzeugabsturz bei Soest 1938 der Savoia-Marchetti SM.73 starben alle 20 Insassen.

## Politik
Vom Ende des Zweiten Weltkrieges 1945 bis zum 1. Juli 1969 wählten die Günner Bürger in sieben Wahlperioden ihre Gemeindevertreter. Die Gemeinde Günne hatte in dieser Zeit
drei Bürgermeister.
- 1945–1947: Eberhard Hershoff
- 1947–1955: Franz Rocholl
- 1955–1969: Hubert Belke

Am 1. Juli 1969 wurde Günne in die Gemeinde Möhnesee eingegliedert. Danach gab es nur Ortsvorsteher:
- 1969–1975: Hubert Belke (Ortsvorsteher und gleichzeitig Bürgermeister der Gemeinde Möhnesee)
- 1975–1979: Eberhard Schulte-Günne
- 1979–1989: Hans Alteköster
- 1989–2014: Karl-Heinz Wilmes
- seit 2014: Egbert Nölle

## Vereine
Im Dorf besteht ein reges Vereinsleben. Zu den Vereinen und Organisationen gehören die Freiwillige Feuerwehr Möhnesee Lz Günne, der Fanfarenzug Möhnesee, der Gesangverein St. Antonius Günne 1902, der Günner Karnevalsverein, der Imkerverein Günne, die Katholische Arbeitnehmer Bewegung, die Katholischen Frauen Deutschlands, die Naturfreunde Möhnesee, das Ensemble Vocalitas (ehemals Projektchor Günne), die Schützenbruderschaft St. Antonius Günne und der Spiel- und Sportverein Günne.

## Kultur und Sehenswürdigkeiten

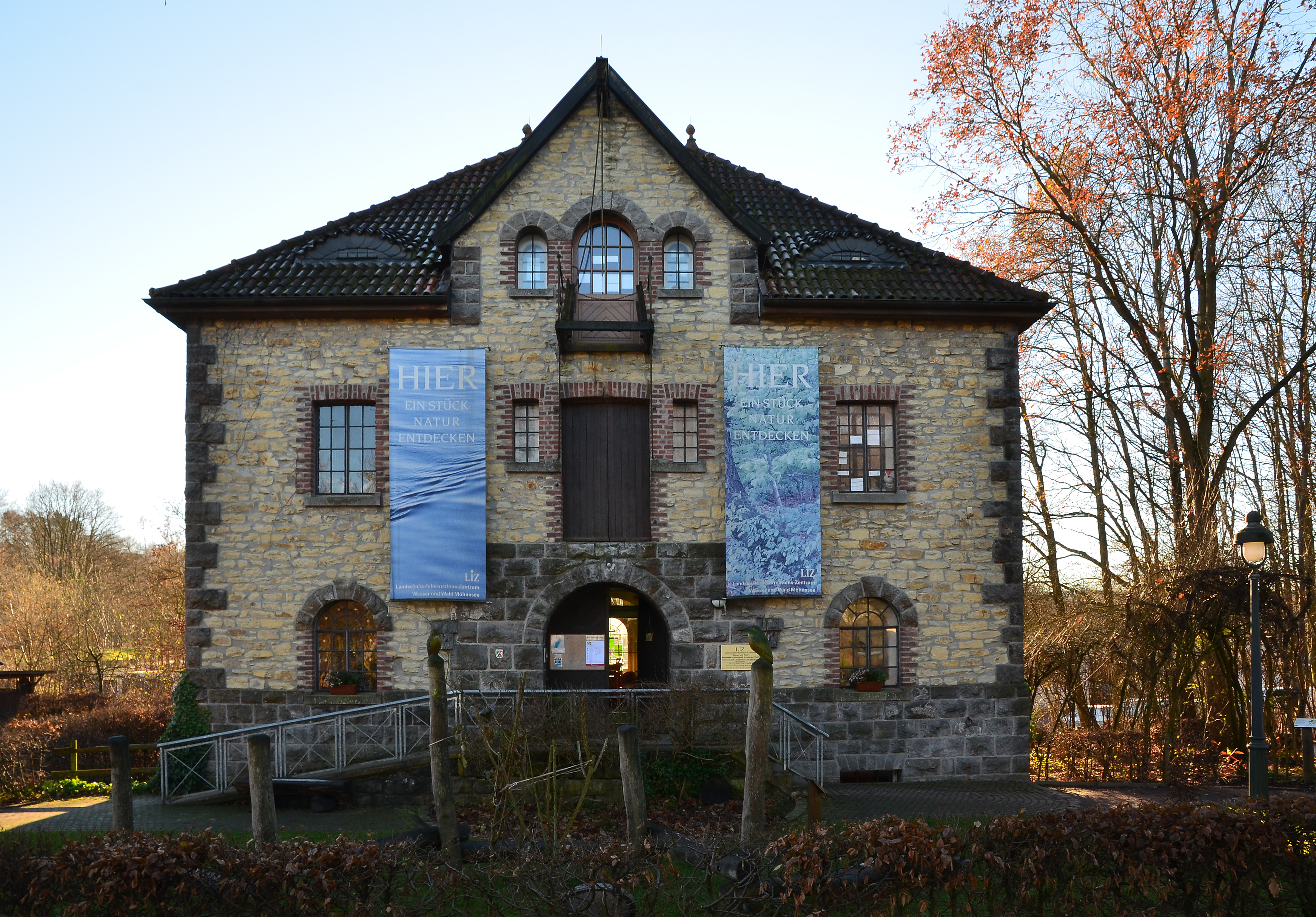
Altes Mühlengebäude, heute als Landschaftsinformationszentrum (Liz) für Wasser und Wald genutzt

In Günne befindet sich das Ferien- und Bildungszentrum (Heimvolkshochschule) der Katholischen Arbeitnehmer-Bewegung „Heinrich-Lübke-Haus“. Außerdem befindet sich im Ort dort das Landschafts-Informationszentrum Wasser und Wald Möhnesee e. V. (LIZ). Die Einrichtung ist im Gebäude der ehemals Schulte-Günnischen Mühle, auch schadische Mühle genannt, untergebracht. Dort gibt es eine Ausstellung zu Themen des Möhnesees und des Naturparks Arnsberger Wald.
Sehenswert ist die denkmalgeschützte Antoniuskirche.

## Schützenverein
Die Schützenbruderschaft wurde erstmals 1754 erwähnt. 1860 wurde wohl im Zelt gefeiert. Die Unterlagen darüber sind im Zuge der Möhnekatastrophe abhandengekommen. 1921 erbaut, stand die Schützenhalle auf dem jetzigen (nördlichen) Parkplatz des Sportplatzes. 1952 wurde die heutige Schützenhalle erbaut und 2001 erweitert.

## Sport
Am 12. November 1926 wurde eine Fußballabteilung und am 2. Dezember 1926 eine Turnabteilung gegründet. Aus diesen beiden Abteilungen entstand der Spiel- und Sportverein Günne.
In den Jahren 1961 bis 1964 wurde das Sportgelände durch Eigenleistungen des Vereins und mit Unterstützung der Gemeinde weiter ausgebaut. Es entstanden Umkleideräume, eine Wohnung, das Schwimmbecken, ein Kinderspielplatz sowie ein Parkplatz. Der Sportplatz erhielt eine Trainingsbeleuchtung, welche 1981 durch die heutige Flutlichtanlage ersetzt wurde. 1976 wurde der Trainingsplatz angelegt, der später vergrößert und auch mit einer Flutlichtanlage versehen wurde. In den folgenden Jahren wurden durch Eigenleistungen eine Vielzahl weiterer Modernisierungen und Veränderungen am und um das Sportgelände vorgenommen.

## Schule

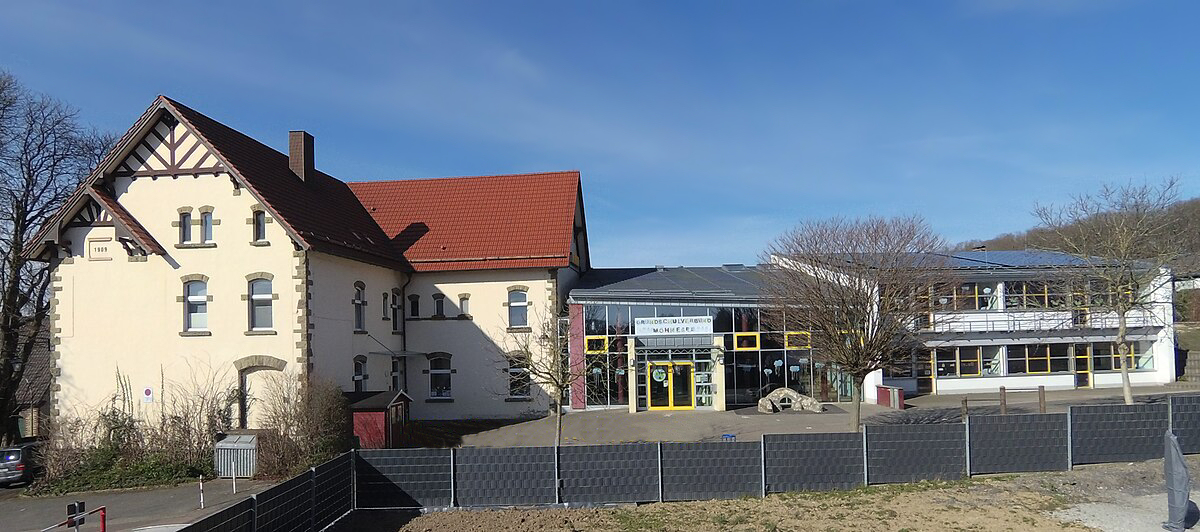
Schulgebäude

Die Schulgemeinde Günne war eine Einrichtung der Dörfer Günne, Brüningsen, Hewingsen, Theiningsen und Meiningser Bauer. Aus den Jahren 1707, 1788 und 1795 sind bereits Lehrer namentlich bekannt. 1827 gab es 87 Schulkinder. 1832 wurde ein neues Schulgebäude errichtet. 1843 besuchten 140 Kinder die Schule. Bei einem Großbrand im Ort am 25. Dezember 1859 wurde auch das Schulhaus vernichtet. 1878 wurde die 103 Kinder zählende Schule in eine Oberklasse und eine Unterklasse geteilt. 1898 erfolgte die Anstellung einer zweiten Lehrkraft. 1908 begann der Bau einer dreiklassigen Schule mit zwei Lehrerwohnungen, die am 1. Oktober 1909 eingeweiht wurde. Heute steht das Gebäude unter Denkmalschutz. 
Durch Zuzüge von Heimatvertriebenen und Flüchtlingen in der Nachkriegszeit hatte die Schule 1949 mit 191 Kindern einen Höchststand. 1959 entstand eine Pausenhalle mit neuer Toilettenanlage und 1961 ein vierter Klassenraum. Anfang der 1970er Jahre mussten aufgrund steigender Kinderzahlen drei Schulpavillons angebaut werden und 1977 entstand die Turnhalle. Die Pausenhalle und die Pavillons wurden 2002 durch einen modernen Neubau mit sechs Unterrichtsräumen, Lehrerzimmer, Verwaltungstrakt, Lehrmittel- und Computerraum ersetzt. Im Jahr 2021 beherbergte der Schulkomplex der St. Antonius-Schule rund 130 Schüler in einer offenen Ganztagsschule für Grundschüler und einer Grundschule im Grundschulverbund Möhnesee.

## Kindergarten
Der bereits vor dem Zweiten Weltkrieg geplante Kindergarten entstand 1950 als katholischer Kindergarten, der anfangs von Vinzentinerinnen geleitet wurde.

## Gedenkstätte

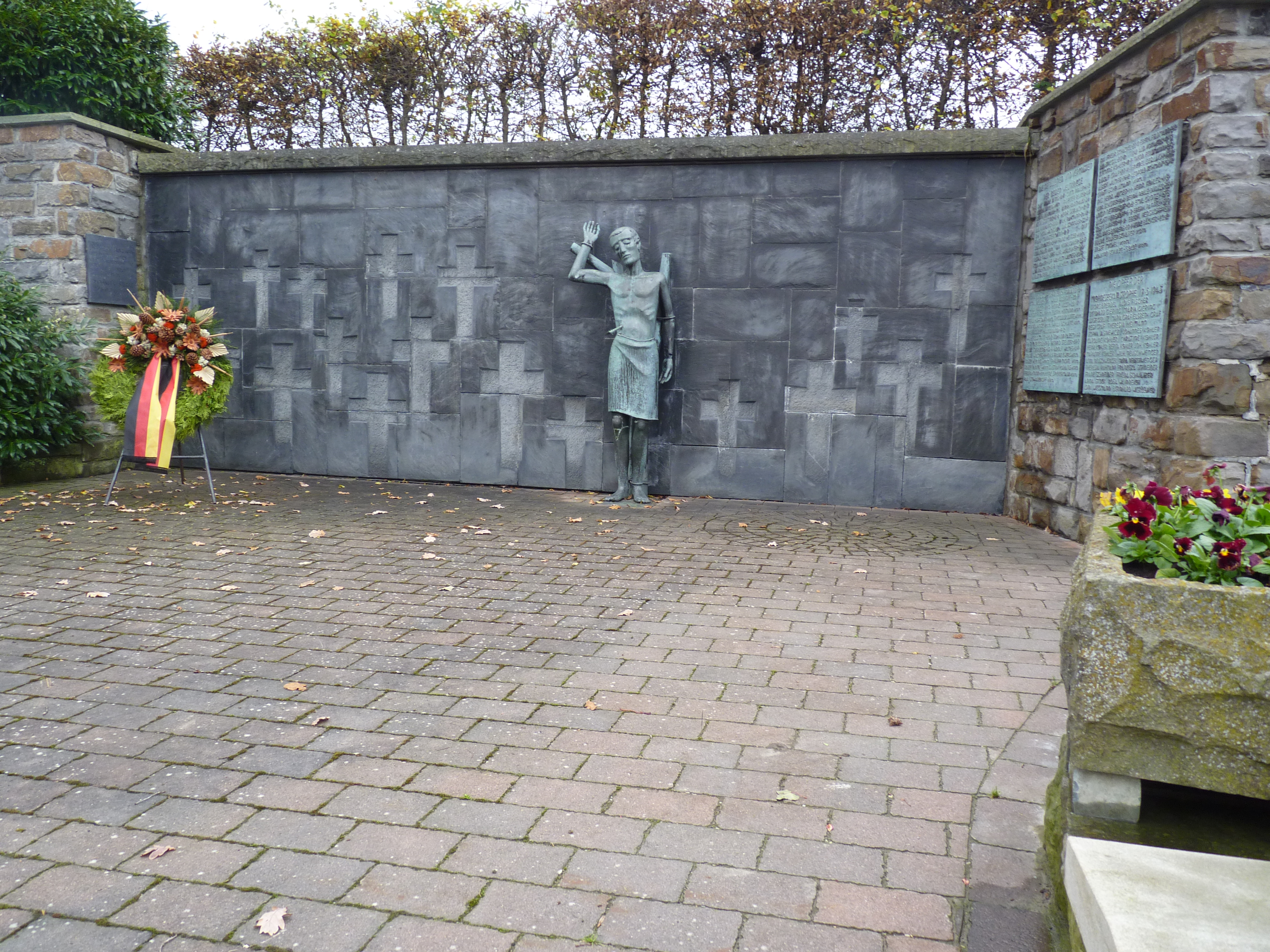
Gedenkstätte

Im August 1938 gestattete die Kreisverwaltung Soest der Krieger-Kameradschaft Günne, ein Krieger-Ehrenmal zu errichten. Die Einweihungsfeier erfolgte noch 1938 durch örtliche und überörtliche Parteiprominenz mit Beteiligung zahlreicher Bewohner der beiden Dörfer. Unbekannt bleibt, ob die Idee auf Druck der Partei oder Initiative von Personen aus Günne und Theiningsen entstand. Die Namen der gefallenen und vermissten Soldaten des Ersten Weltkrieges aus Günne und Theiningsen sind in Stein eingemeißelt. Nach der Möhnekatastrophe mit dem Bruch des Stausees wurde am 21. Mai 1943 für die Toten ein Begräbnis inszeniert. Alljährlich gedenkt die Schützenbruderschaft St. Antonius Günne ihrer verstorbenen Mitglieder und aller Opfer der Kriege. 1963 wurde die Gedenkstätte im Auftrag der Gemeinde Günne durch die Werkstatt Winkelmann umgestaltet. Namenstafeln erinnern an die gefallenen und vermissten Soldaten der beiden Weltkriege und die Opfer der Möhnekatastrophe. Hinzugefügt wurde 2019 eine Namenstafel nach der Aufklärung eines Euthanasie-Mordes. Seit 1989 findet alljährlich eine Gedenkfeier am Volkstrauertag statt. An die Opfer der Möhnekatastrophe erinnert die Gemeinde jährlich durch die Niederlage eines Kranzes am Jahrestag. Ab 1993 findet im zehnjährigen Abstand zusätzlich eine Feier unter Beteiligung britischer Gäste statt.

## Friedhof

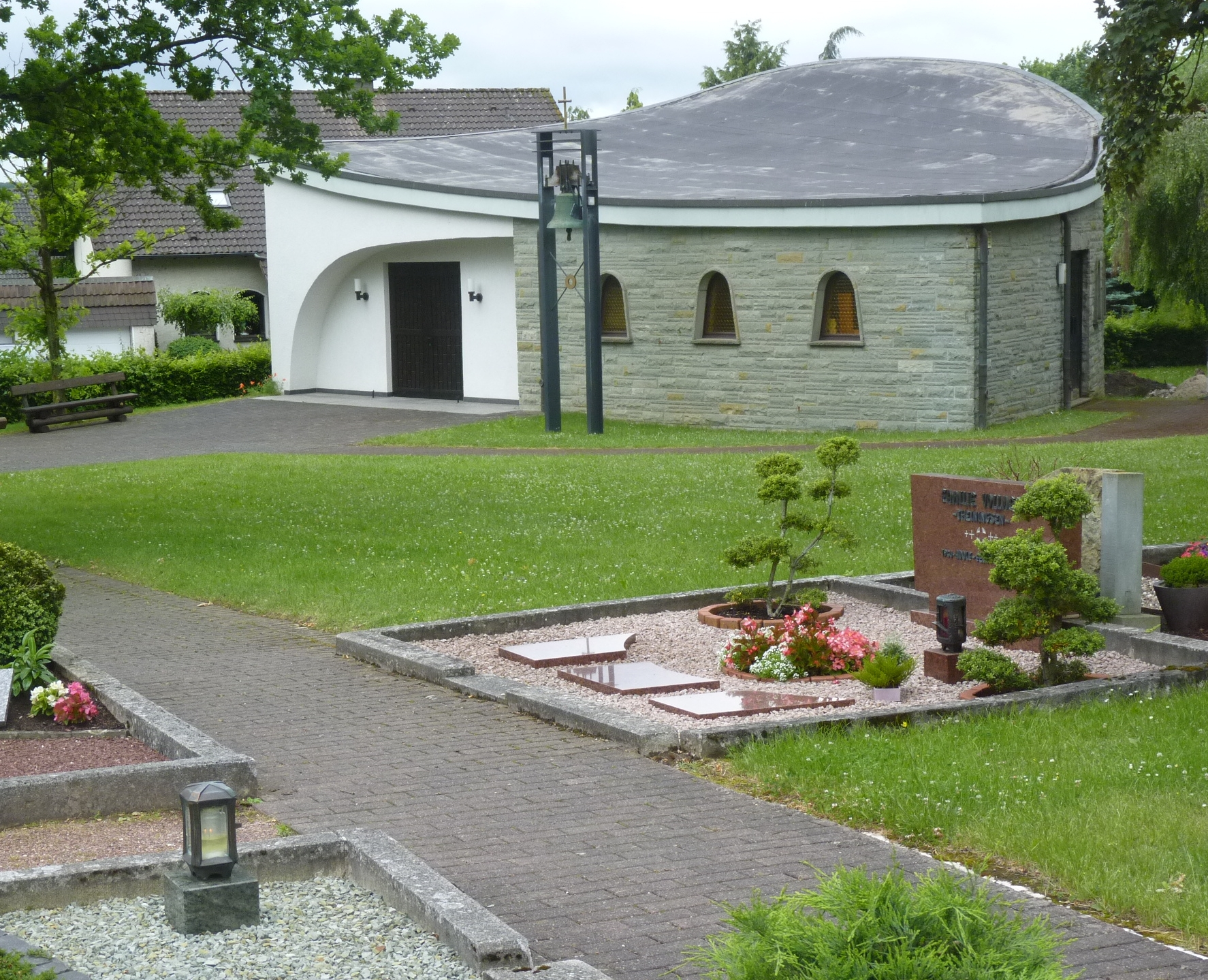
Friedhofshalle

Bevor es eine Kirchengemeinde in Günne gab, wurden die Toten nach Körbecke gebracht. Deswegen wird der Westricher Weg, den die Trauergemeinde ging, auch Totenweg genannt. Von 1904 bis 1905 wurde am nordöstlichen Dorfrand ein kommunaler Friedhof eingerichtet. Das erste Begräbnis gab es am 15. Mai 1905. Wegen der steigenden Bevölkerungszahlen wurden im 20. Jahrhundert mehrmals Erweiterungen des Friedhofs nötig. Am 21. Mai 1943 gab es ein Gemeinschaftsgrab für mehrere Opfer der Möhnekatastrophe. Bis zur Errichtung einer Friedhofshalle in den 1960er Jahren, war es üblich die Verstorbenen bis zum Begräbnistag zu Hause aufzubahren. Mit Beginn des 21. Jahrhunderts änderte sich allmählich die Beerdigungskultur von der Sargbestattung zur Feuerbestattung. Auf der Friedhofsanlage stehen heute mehrere über 100 Jahre alte Linden.

## Söhne und Töchter
- Franz Friedrich Schulte (1837–1911), Reichsgerichtsrat
- Karl-Heinz Wilmes (* 1938), deutscher SPD-Kommunalpolitiker